# Отрицательное число

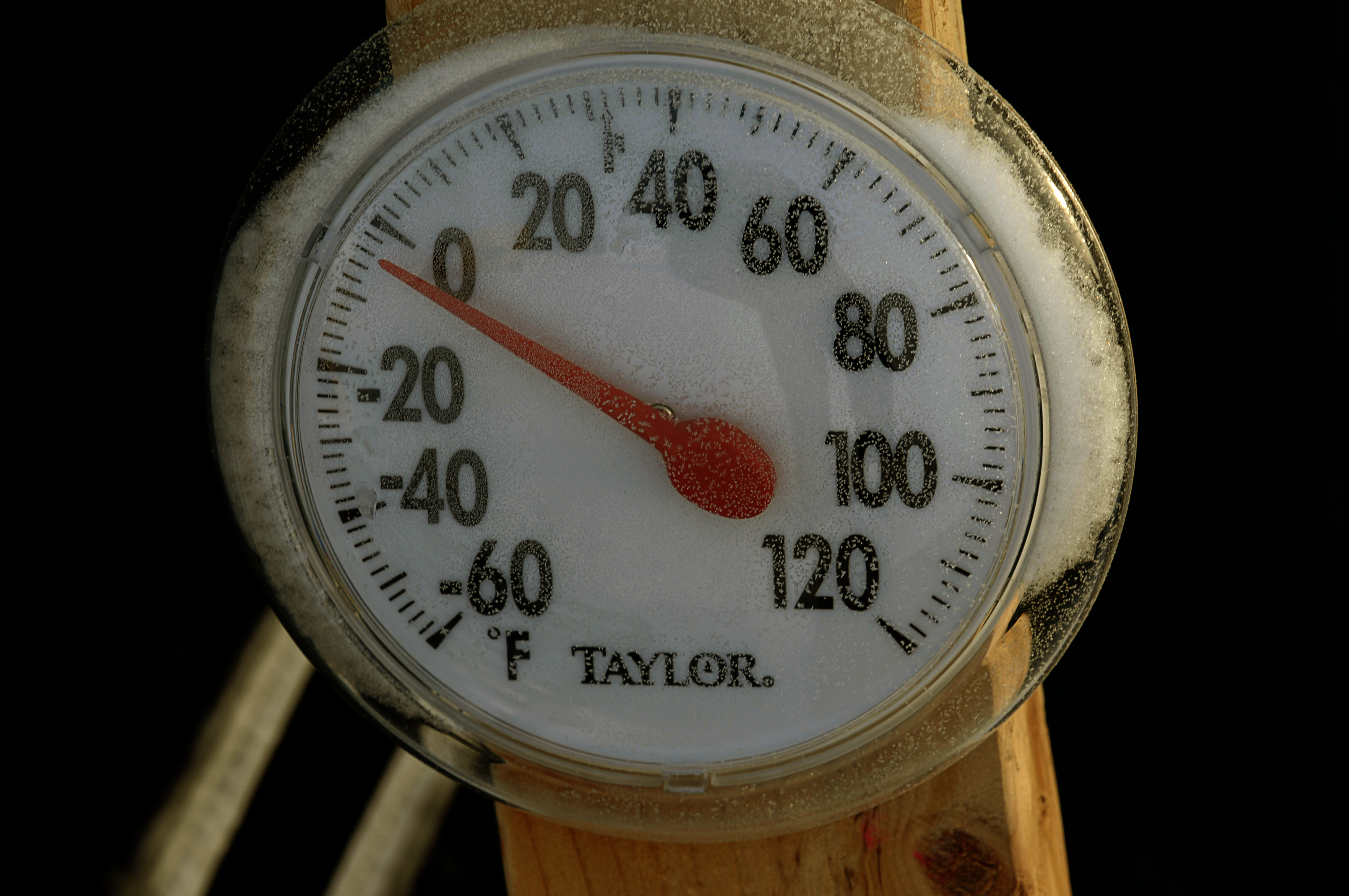
Отрицательные значения на шкале термометра

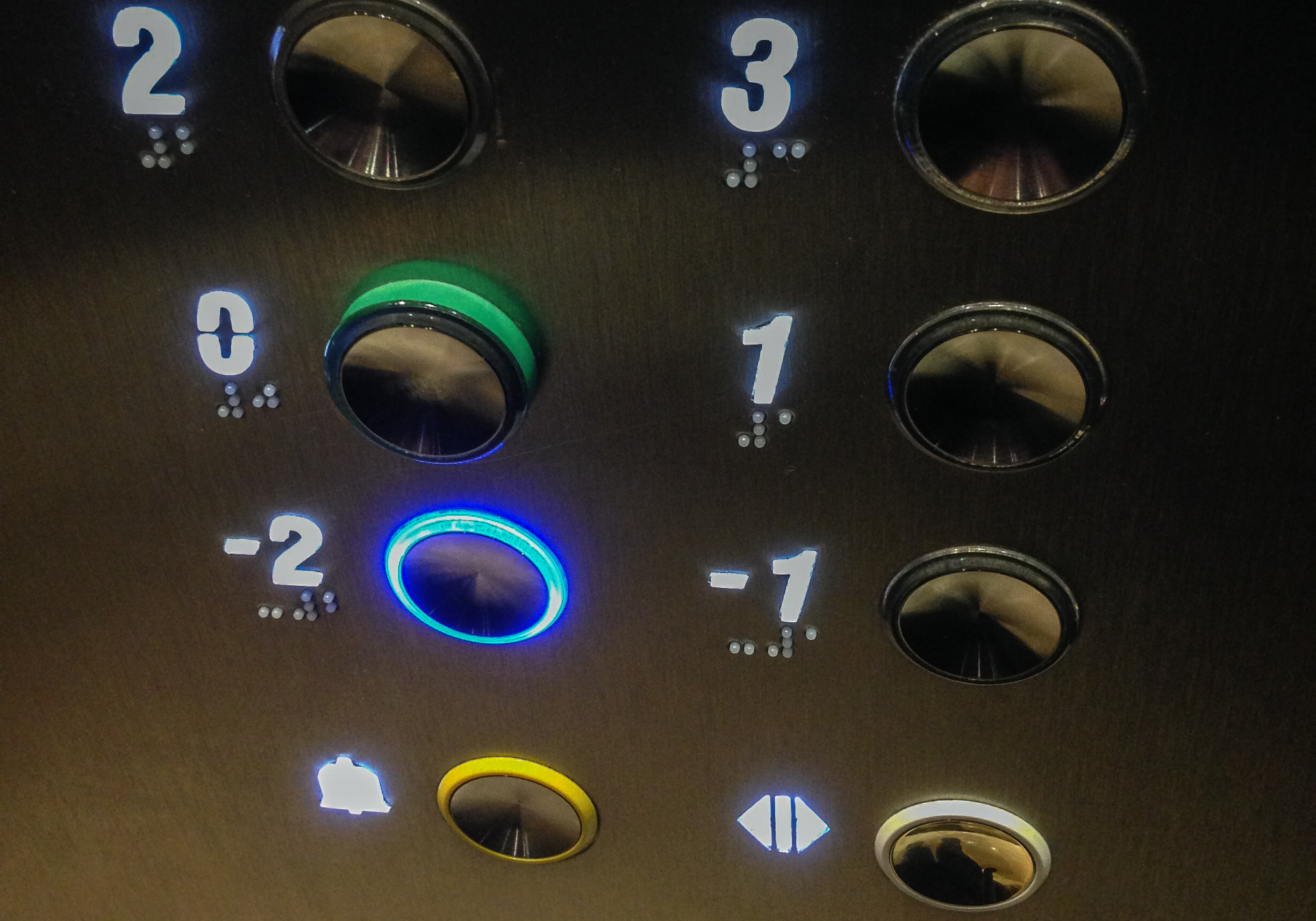
Отрицательная этажность в лифте.

Отрица́тельное число́ — элемент множества отрицательных чисел, которое (вместе с нулём) появилось в математике при расширении множества натуральных чисел. Основной целью расширения было желание сделать вычитание такой же полноценной операцией, как сложение. В рамках натуральных чисел можно вычесть только меньшее число из большего, а переместительный закон не включает вычитание — например, выражение {\displaystyle 3+4-5} допустимо, а выражение с переставленными операндами {\displaystyle 3-5+4} недопустимо.
Добавление к натуральным числам отрицательных чисел и нуля делает возможной операцию вычитания для любых пар натуральных чисел. В результате такого расширения получается множество (кольцо) «целых чисел». При дальнейших расширениях множества целых чисел до рациональных и вещественных чисел для них тем же путём получаются соответствующие отрицательные значения. Для комплексных чисел понятия «отрицательное число» не существует.

## Построение отрицательных чисел
Для каждого натурального числа {\displaystyle n} существует одно и только одно отрицательное число, обозначаемое {\displaystyle -n}, которое дополняет {\displaystyle n} до нуля:
{\displaystyle n+(-n)=0.}
Оба числа называются противоположными друг для друга.  Далее натуральные числа  будут называться «положительными», в противовес «отрицательным». Если {\displaystyle n} положительно, то противоположное ему отрицательно, и наоборот. Ноль противоположен самому себе. Аналогично определяются положительные и отрицательные значения для рациональных и вещественных чисел: каждому положительному числу {\displaystyle a} сопоставляется отрицательное {\displaystyle -a.}

Наглядное представление сложения положительных и отрицательных чисел. Бо́льшие кружки представляют собой числа с большей абсолютной величиной.

Для отрицательных чисел, как и для положительных, определена упорядоченность, позволяющая сравнивать одно число с другим. Все отрицательные числа, и только они, меньше, чем ноль, а также меньше, чем положительные числа. На числовой оси отрицательные числа располагаются слева от нуля.
Абсолютной величиной для числа {\displaystyle a} называется это число с отброшенным знаком. Обозначение: {\displaystyle \left|a\right|.}
Примеры: {\displaystyle \left|4\right|=4;\ \left|-5\right|=5;\ \left|0\right|=0}
Вычитание числа {\displaystyle a}' из другого числа {\displaystyle b} равносильно сложению {\displaystyle b} с противоположным для {\displaystyle a}:
{\displaystyle b-a=b+(-a).}
Пример: {\displaystyle 25-75=-50.}
О том, как выполнять арифметические операции с отрицательными числами, см. Целое число#Алгебраические свойства.

## Свойства отрицательных чисел
Отрицательные числа подчиняются практически тем же алгебраическим правилам, что и натуральные, но имеют некоторые особенности.
1. Если любое множество положительных чисел ограничено снизу, то любое множество отрицательных чисел ограничено сверху.
2. При умножении целых чисел действует правило знаков: произведение чисел с разными знаками отрицательно, с одинаковыми — положительно.
3. При умножении обеих частей неравенства на отрицательное число знак неравенства меняется на обратный. Например, умножая неравенство 3 < 5 на −2, мы получаем: −6 > −10.

При делении с остатком частное может иметь любой знак, но остаток, по соглашению, всегда неотрицателен (иначе он определяется не однозначно). Например, деление −24 на 5 с остатком допускает два представления:
{\displaystyle -24=5\cdot (-5)+1;\ -24=5\cdot (-4)-4}
Правильным является только первое из них, в котором остаток неотрицателен.

## Вариации и обобщения
Понятия положительных и отрицательных чисел можно определить в любом упорядоченном кольце. Чаще всего эти понятия относятся к одной из следующих числовых систем:
- Целые числа
- Рациональные числа
- Вещественные числа

Приведенные выше свойства 1-3 имеют место и в общем случае. К комплексным числам понятия «положительный» и «отрицательный» неприменимы.

## Исторический очерк
Древний Египет, Вавилон и Древняя Греция не использовали отрицательных чисел, а если получались отрицательные корни уравнений (при вычитании), они отвергались как невозможные. Исключение составлял Диофант, который в III веке уже знал правило знаков и умел умножать отрицательные числа. Однако он рассматривал их лишь как промежуточный этап, полезный для вычисления окончательного, положительного результата.
Впервые отрицательные числа были частично узаконены в классическом китайском трактате «Математика в девяти книгах» (II в до н. э.), а затем (примерно с VII века) и в Индии, где трактовались как долги (недостача), или, как у Диофанта (III в н. э.), признавались как временные значения. Умножение и деление для отрицательных чисел тогда ещё не были определены. Полезность и законность отрицательных чисел утверждались постепенно. Индийский математик Брахмагупта (VII век) уже рассматривал их наравне с положительными, он определил все четыре операции с отрицательными числами.
В исламский мир отрицательные числа пришли из индийских работ. В X веке, Абу Камил проиллюстрировал правила знаков для раскрытия скобок в произведении выражений вида {\displaystyle (a\pm b)(c\pm d)}, а аль-Караджи в своей книге «Аль-Фахри» отметил, что «отрицательные величины должны учитываться как отдельные члены». Позже, Абу аль-Вафа аль-Бузджани в своём труде "Книга о том, что необходимо из науки арифметики для писцов и купцов" рассматривал долги как отрицательные числа. В XII веке преемники аль-Караджи, такие как Самуил Марокканский, сформулировали общие правила работы с отрицательными числами и использовали их при делении многочленов. Термины positivus и negativus (положительный и отрицательный) пришли в Европу из перевода книги «Мухаммедов трактат по арифметике» Аль-Кушчи.
В Европе признание наступило гораздо позже, да и то долгое время отрицательные числа называли «ложными», «мнимыми» или «абсурдными». Первое описание их в европейской литературе появилось в «Книге абака» Леонарда Пизанского (1202 год), который трактовал отрицательные числа как долг. Бомбелли и Жирар в своих трудах считали отрицательные числа вполне допустимыми и полезными, в частности, для обозначения нехватки чего-либо. Даже в XVII веке Паскаль считал, что {\displaystyle 0-4=0}, так как «ничто не может быть меньше, чем ничто». Отголоском тех времён является то обстоятельство, что в современной арифметике операция вычитания и знак отрицательных чисел обозначаются одним и тем же символом (минус), хотя алгебраически это совершенно разные понятия.
В XVII веке, с появлением аналитической геометрии, отрицательные числа получили наглядное геометрическое представление на числовой оси, благодаря введению в 1637 г. Рене Декартом прямоугольной системы координат. С этого момента наступает их полное равноправие. Тем не менее теория отрицательных чисел долго находилась в стадии становления. Оживлённо обсуждалась, например, странная пропорция {\displaystyle 1:(-1)=(-1):1} — в ней первый член слева больше второго, а справа — наоборот, и получается, что большее равно меньшему («парадокс Арно»). Валлис считал, что отрицательные числа меньше нуля, но в то же время больше, чем бесконечность. Непонятно было также, какой смысл имеет умножение отрицательных чисел, и почему произведение отрицательных положительно; на эту тему проходили жаркие дискуссии. Гаусс в 1831 году считал нужным разъяснить, что отрицательные числа принципиально имеют те же права, что и положительные, а то, что они применимы не ко всем вещам, ничего не означает, потому что дроби тоже применимы не ко всем вещам (например, неприменимы при счёте людей).
Полная и вполне строгая теория отрицательных чисел была создана только в XIX веке (Уильям Гамильтон и Герман Грассман).

## Знаменитые отрицательные числа
| Число                   | Смысл числа                   | Примечания                                                               |
| ----------------------- | ----------------------------- | ------------------------------------------------------------------------ |
| −273,15 °C              | Абсолютный нуль температуры   | Это ноль градусов по шкале Кельвина.                                     |
| −1,602 176 565·10−19 Кл | Заряд электрона               | Элементарный заряд может быть и положительным — у протонов и позитронов. |
| −2,7·10−9               | Константа де Брёйна — Ньюмана | Числовое значение — по сведениям 2000 года.                              |